# Viminaria juncea
Viminaria juncea là một loài thực vật có hoa thuộc chi đơn loài Viminaria trong họ Đậu. Loài này được (Schrad.) Hoffmanns. miêu tả khoa học đầu tiên.